# Canale di Bridgewater
Il canale di Bridgewater  è un canale artificiale situato in Inghilterra. 

## Geografia economica
Esso ha origine nella città di Worsley e collega Runcorn, Manchester e Leigh.
La sua costruzione fu commissionata dal duca di Bridgewater e terminò nel 1761 con lo scopo di facilitare il trasporto di carbone dalle miniere di Worsley a Manchester (distante 16 chilometri), consentendone la vendita a metà prezzo. Grazie alla sua efficienza, il canale contribuì all'espansione economica e allo sviluppo della rivoluzione industriale. Inoltre, fu il primo canale inglese ad essere costruito senza seguire un corso d'acqua naturale preesistente, diventando così un modello per i canali successivi.
Nonostante la sua importanza, è uno dei pochi canali in Inghilterra che non è stato ancora nazionalizzato e rimane gestito da compagnie private.

## Storia

### Dal 1759 al 1762
Francis Egerton, terzo duca di Bridgewater, decise di ideare il canale di Bridgewater per espandere la vendita del carbone ricavato dalle proprie miniere.
All'età di 23 anni, il duca presentò il progetto al parlamento inglese ricevendo da subito un forte sostegno da parte dei commercianti di Manchester.
Il 23 marzo 1759, Egerton ottenne l'approvazione reale per la costruzione del canale.
I lavori cominciarono nei giorni successivi con scavi da: Worsley a nord del fiume Irwell, da Patricroft a Salford e altri scavi in direzione di Warrington.

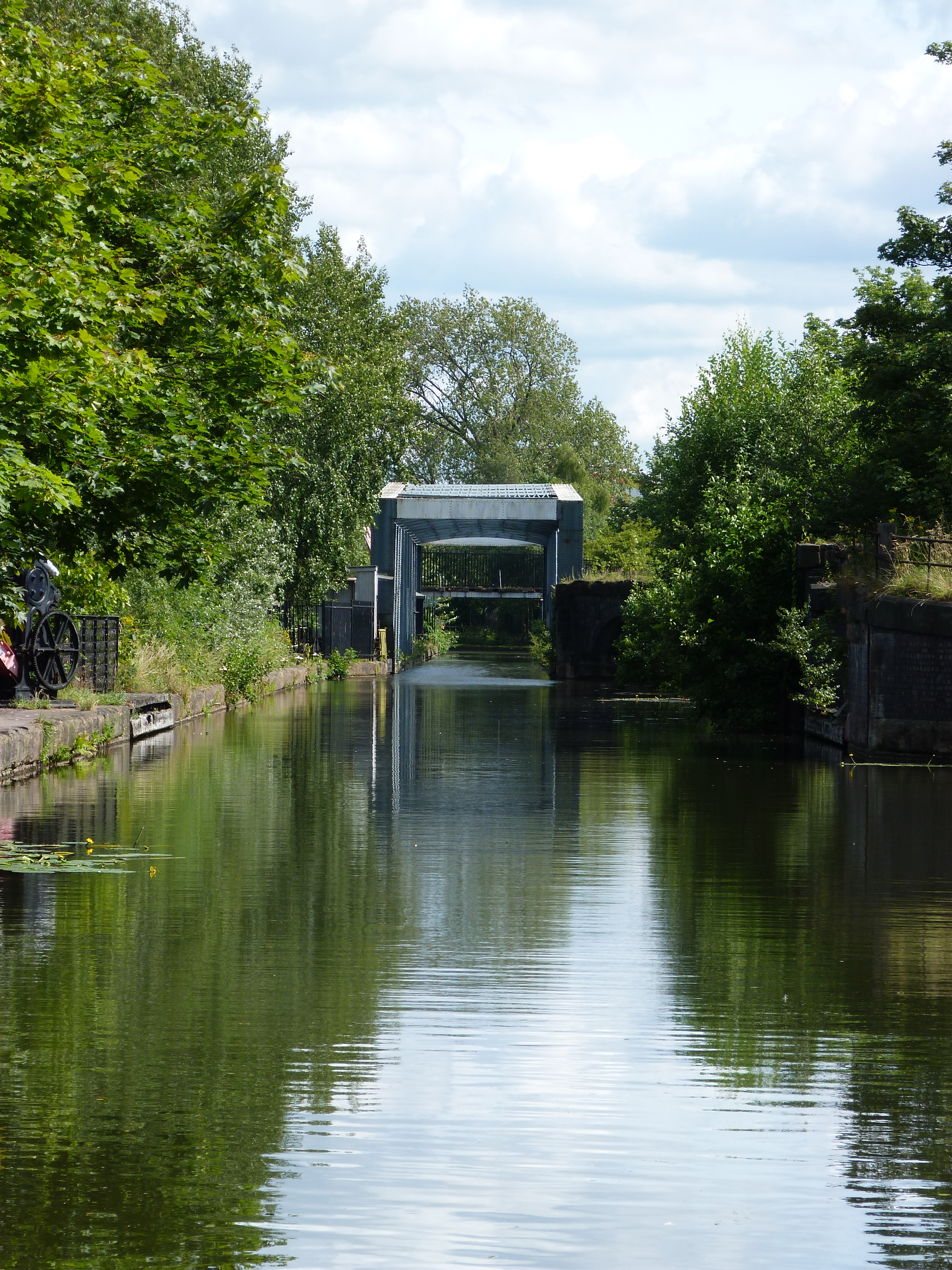
Sezione del canale a Patricroft

Mentre le operazioni a Patricroft procedettero senza problemi; gli altri scavi incontrarono invece delle difficoltà. Così, il duca chiese aiuto a James Brindley, un ingegnere inglese che aveva già collaborato ad alcuni canali.
Brindley applicò sin da subito dei cambiamenti cancellando la rotta verso Warrington e concentrandosi sugli scavi verso Patricroft, facendo proseguire il canale attraverso il fiume Irwell tramite un vecchio acquedotto di pietra, unendo così Trafford Park e Manchester.
Successivamente il disegno del progetto venne modificato più e più volte, fino ad essere ripresentato al parlamento inglese con nuove linee guida ricevendo una nuova approvazione nel marzo del 1760.
Dopo le prime incertezze, il canale venne portato a termine il 17 luglio del 1761 collegando Worsley a Stretford e Castlefield Wharf.
Nel 1762 Egerton presentò il terzo progetto con l'obiettivo di prolungare il canale fino a creare un legame con il porto di Liverpool e Manchester. Il progetto fu accettato anche se con alcuni dubbi sul procedimento per la costruzione del tratto.
I lavori per quest'ulteriore sezione del progetto vennero portati a termine nel 1776 da Hugh Henshall cognato di James Brindley, assunto come nuovo ingegnere del canale subito dopo la morte di James Brindley.

### Dal 1776 al 1845
L'estensione del canale comportò spese superiori al previsto. Nel 1765 il duca dovette richiedere un prestito di 25.000 £ alla Child's Bank, ma fu costretto comunque a licenziare diversi operai per tamponare le ingenti spese. Si stima che il debito del duca alla fine dei lavori legati al canale di Bridgewater si aggirasse intorno a 2 milioni di sterline.
Grazie al canale, Castlefield Wharf diventò un vero e proprio centro di attività commerciali che ruotavano intorno al mercato del carbone, alimentando così l'espansione della rivoluzione industriale.
Nel 1765 il duca di Bridgewater propose un ulteriore ampliamento del canale sino a Stockport. Il progetto inizialmente ebbe successo, ma l'anno successivo all'inizio dei lavori, la costruzione venne interrotta per problemi economici.
Una volta raggiunta l'età di 60 anni, il duca portò al parlamento un quinto atto con l'obiettivo di estendere il canale di Bridgewater da Worsley a Leigh, ottenendo ancora una volta l'approvazione reale.
In seguito, proprio quando il canale cominciava a dare i suoi frutti, nel 1803 il duca di Bridgewater morì guadagnandosi il nome di The father of inland navigation, ovvero Padre della navigazione dell'entroterra, come è inciso nel monumento dedicato in sua memoria nella tenuta di Ashridge. Dopo di lui, nel 1846 la proprietà del canale di Bridgewater passò a Lord Francis Leveson-Gower, ma soltanto dopo aver cambiato cognome in Lord Francis Egerton come stabilito dal testamento del precedente duca.
In quel periodo molti commercianti preferivano trasportare le materie prime per via fluviale a scapito delle ferrovie. Questo causò diverse discussioni tra il parlamento inglese e gli amministratori del canale sollevate dai proprietari delle nuove ferrovie che parallelamente cercavano di trovare il loro posto nel commercio.
Le ferrovie cercarono pertanto di ostacolare la crescita dei canali costruendo delle nuove linee che andassero in contrapposizione ai percorsi del canale di Bridgewater attaccando così le società collegate ad esso, provocandogli seri danni finanziari.
La risposta degli amministratori del canale fu all'apparenza ragionevole, basata sulla possibilità di far coesistere i canali e le ferrovie, tuttavia in parlamento, si opposero alle ferrovie con ben 170 proposte di legge per tutelare i propri interessi. Una di queste proposte, ad esempio, prese di mira la ferrovia Eccles, costringendola a chiudere il passaggio per Worsley fino al 1861.
Nel 1845 due sezioni adiacenti al canale di Bridgwater vennero acquistate dagli amministratori di quest'ultimo per la cifra di 550.000£.

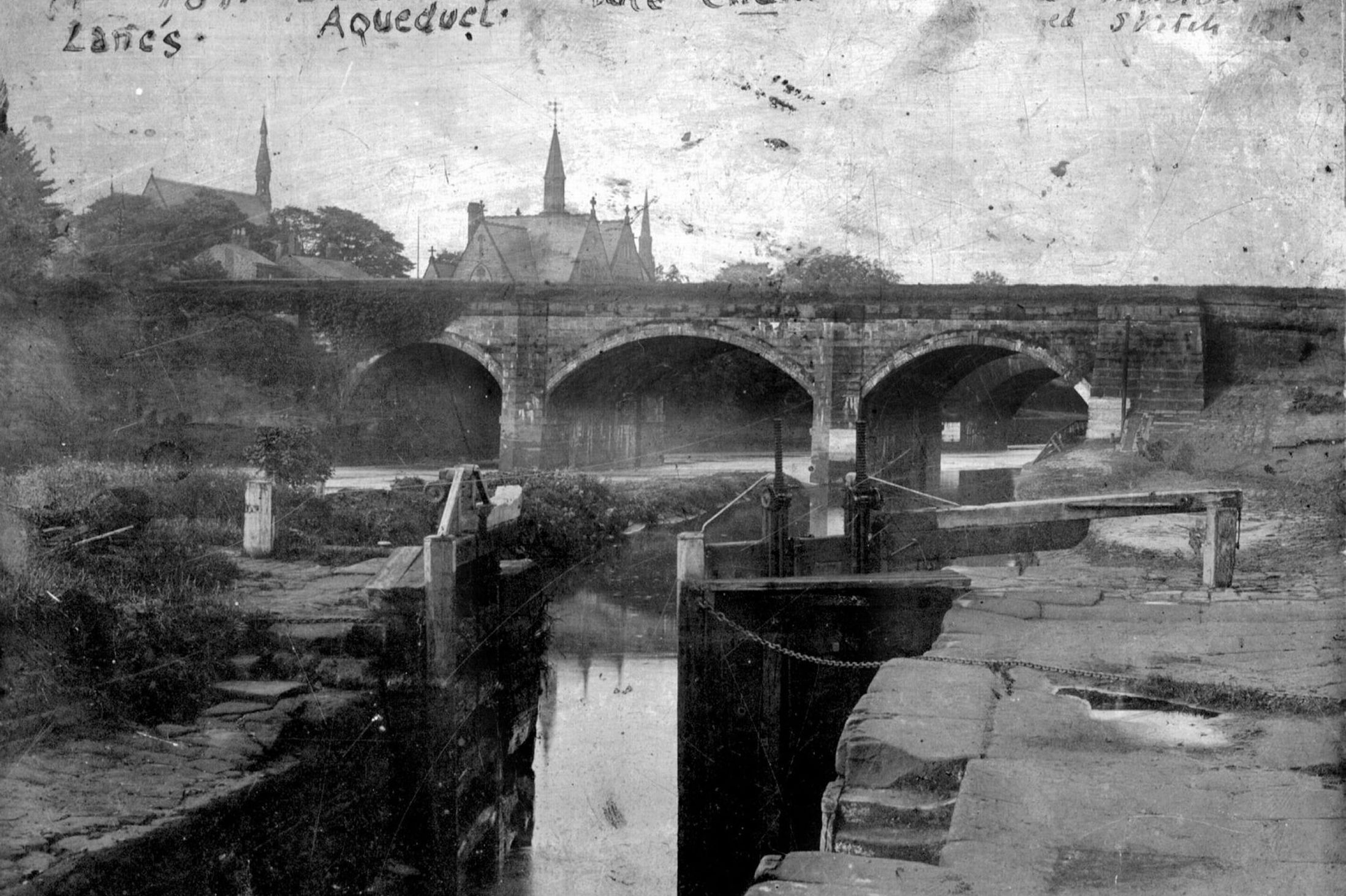
Canale di Bridgewater a Barton (1891)

Al termine del 1845, il canale di Bridgewater era così connesso ai seguenti canali:
- Canale di Rochdale
- Canale di Trent e Mersey
- Canale di Leeds e Liverpool
- Canale di Manchester

### Dal 1845 al 2009
Nonostante la sua espansione, gli amministratori del canale dovettero spendere sempre più soldi nella manutenzione e nella costruzione di nuovi impianti, così alcune ferrovie si fecero avanti cercando di comprare la società di navigazione del canale di Bridgewater. Gli amministratori accettarono l'offerta e la Bridgewater Navigation Company Ltd venne acquistata al prezzo di 1.120.000£ da Sir Edward William Watkin e William Philip Price, presidenti delle linee ferroviarie di Manchester, Sheffield e Lincolnshire.
Nel 1885, il canale venne nuovamente rivenduto al Manchester Ship Canal al prezzo di 1.710.000£.
Nel 2009 la totalità dei poteri relativi al funzionamento del canale di Bridgewater fu trasferita alla Bridgewater Canal Company Limited che ricevette ufficialmente l'autorità sulla navigazione e la manutenzione del canale.